# Peggy Cartwright
Peggy Cartwright (Vancouver, 14 novembre 1912 – Victoria, 13 giugno 2001) è stata un'attrice canadese, nota soprattutto per la sua attività come attrice bambina nel cinema muto.

## Biografia
Nata in Canada nel 1912, esordì nel cinema già all'età di tre anni, nel 1915, con un piccolo ruolo in Nascita di una nazione di David Wark Griffith. Il regista la volle, l'anno seguente, anche in Intolerance. Dopo una breve pausa di tre anni, riprese a recitare nel 1919 con Hal Roach. Nel 1922 partecipò alla serie delle Simpatiche canaglie, ma solo nei primi 5 cortometraggi (incluso l'episodio pilota): aveva 10 anni quando la serie cominciò, ed essa comprendeva protagonisti decisamente più piccoli. Peggy è comunque ricordata per essere la prima ragazzina (e fu anche l'unica canadese) a far parte dello show. Il suo ruolo fu ereditato da Mary Kornman. Il suo tentativo di intraprendere una carriera di attrice da adulta negli anni trenta non ebbe fortuna, e Peggy si ritirò dallo schermo nel 1932.

## Vita privata
Si sposò la prima volta con Phil Baker, attore, cantante e intrattenitore, e dal loro matrimonio nacquero quattro bambini. Nel 1962 l'attrice si risposò con l'attore afro-americano William Walker. Il loro fu uno dei primi matrimoni inter-razziali a Hollywood. Peggy Cartwright morì il 13 giugno 2001, all'età di 88 anni, ultima sopravvissuta del cast originale di Simpatiche canaglie. Venne sepolta accanto al marito al Riverside National Cemetery di Riverside, in California.

## Riconoscimenti
- Young Hollywood Hall of Fame[2]

## Filmografia
- Nascita di una nazione (The Birth of a Nation), regia di David Wark Griffith (1915)
- Intolerance, regia di David Wark Griffith (1916)
- Billy the Bandit, regia di John Steppling - cortometraggio (1916)
- From Hand to Mouth regia di Alfred J. Goulding e Hal Roach - cortometraggio (1919)
- The Third Generation, regia di Henry Kolker (1920)
- Love, regia di Wesley Ruggles (1920)
- Penrod, regia di Marshall Neilan (1922)
- A Hickory Hick, regia di Harold Beaudine (1922)
- Afraid to Fight, regia di William Worthington (1922)
- One Terrible Day, regia di Robert F. McGowan e Tom McNamara - cortometraggio (1922)
- Fire Fighters, regia di Robert F. McGowan e Tom McNamara - cortometraggio (1922)
- Our Gang, regia di Robert F. McGowan - cortometraggio (1922)
- Young Sherlocks, regia di Robert F. McGowan e Tom McNamara - cortometraggio (1922)
- A Quiet Street, regia di Robert F. McGowan e Tom McNamara - cortometraggio (1922)
- Robin Hood, Jr., regia di Clarence Bricker (1923)
- Three Cheers, regia di Gilbert Pratt - cortometraggio (1923)
- Over the Fence, regia di Earl Montgomery - cortometraggio (1923)
- A Lady of Quality, regia di Hobart Henley (1924)
- Barnum Junior, regia di Arvid Gillstrom - cortometraggio (1924)
- Junior Partner, regia di Arvid Gillstrom - cortometraggio (1924)
- Il cavallo d'acciaio (The Iron Horse), regia di John Ford (1924)
- Dirty Hands, regia di Fred Hibbard - cortometraggio (1924)
- Wildcat Willie, regia di Arvid Gillstrom - cortometraggio (1924)
- Hindle Wakes, regia di Victor Saville (1931)
- La fioraia di Vienna (Good Night, Vienna), regia di Herbert Wilcox (1932)
- The Faithful Heart, regia di Victor Saville (1932)